# Dan Pascu
Dan Pascu (n. 20 iulie 1938, Arad, România) este un astronom român stabilit în Statele Unite ale Americii, în copilărie, în martie 1941.
Împreună cu P. Kenneth Seidelmann, William Baum și Douglas Currie, a descoperit, în 1980, prin observații de pe Pământ, un satelit natural al planetei Saturn, Calypso, care evoluează ca troian al lui Saturn, în punctul Lagrange L5.